# 이정재 (컬링 선수)
이정재(李正宰, 1996년 6월 13일~)는 대한민국의 컬링 선수이다. 서울특별시청 소속으로 활동하고 있다.